# Angélica Moya Marín
Angélica Moya Marín (Naucalpan de Juárez, Estado de México; 16 de febrero de 1966) es una política mexicana, miembro del Partido Acción Nacional desde 1990, al que decidió sumarse por su doctrina.[cita requerida]

## Segundo Mandato (2022-2024)
El 10 de febrero de 2021 obtuvo su registro para participar por la presidencia municipal de Naucalpan representando a la coalición "Va por México", conformada por los partidos políticos PAN, PRI y PRD. Inició campaña el 4 de abril de 2021 y concluyó el 2 de junio del mismo año.
En las elecciones federales de 2021, celebradas el domingo 6 de junio de dicho año, resultó ganadora con 174 mil 532 sufragios emitidos a su favor, siendo la primera presidente municipal elegida para un segundo período.